# Бодаквянський НВК
Бодаквянський навчально-виховний комплекс «Загальноосвітня школа I-III ступенів — дошкільний навчальний заклад» Лохвицької районної ради Полтавської області (Бодаквянська школа) — навчально-виховний комплекс в селі Бодаква Лохвицького району Полтавської області. Будівля школи має статус пам'ятки архітектури місцевого значення.

## Історія
У XVIII — XIX ст. основна маса селян Бодакви була неграмотною. Тільки окремі могли читати по складах і розписуватись. Лише в 1882 році в селі почала діяти початкова церковно-парафіяльна двокласна школа з чотирирічним курсом навчання, в якій діти вивчали Закон Божий, церковний спів, читання, письмо, арифметику. Школа охопила близько 70 учнів. Навчали їх священник і учитель.
1892 розпочало роботу початкове училище.
В 1898 році було відкрито земську початкову двокласну школу з чотирирічним курсом навчання, яка і називалася Бодаківське перше початкове народне училище.
Якщо станом на 1888 рік на 4359 жителів села лише 9 були письменними, то за даними 1910 року з 3349 мешканців Бодакви вже було 726 письменних, а в народному училищі навчалося 110 дітей.

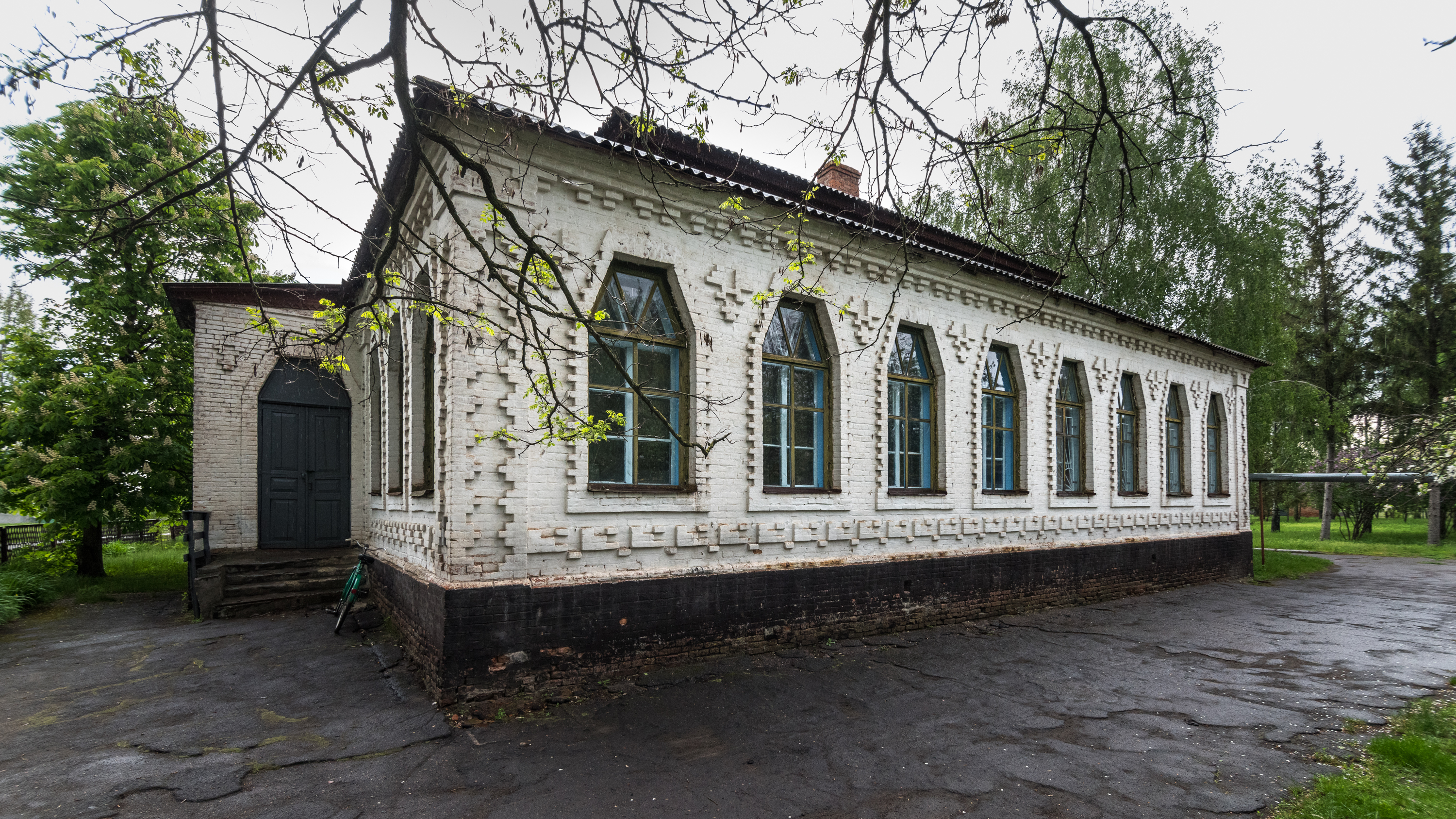
Будівля земської школи у Бодакві. Збудована 1914 року за проектом Опанаса Сластіона

Між 1910 та 1914 роками в Бодакві було збудовано будівлю однокласної земської школи за проектом Опанаса Сластіона. Школа зведена у стилі українського архітектурного модерну. Станом на 2016 рік будівля використовувалась як початкова школа
. Малюнок школи був представлений на Всеросійській виставці 1913 року, яка проходила в Києві.
Ця будівля була однією із серії шкільних будинків, які Сластьон спроектував у 1912-1913 роках для Лохвиччини. Серед них були одно-, двох-, трикласні школи, що відзначалися вдалим, як на той час, плануванням приміщень, раціональними конструкціями і яскравим архітектурно-художнім образом. Загалом за цими проектами у 1912-1915 роках збудовано близько 60 шкіл, більшість із яких продовжувала функціювати станом на 1975 рік. Можливо вперше в світі в цих школах застосовано принцип об'єднання двох суміжних приміщень в одну залу за допомогою великої складаної перегородки. Також в архітектурну композицію входили башти, увінчані шпилями, багато із яких станом на 1975 рік не збереглись.
Вчителями працювали Д. Є. Лаврентьєва, Л. П. Іваницька, Рюміна, Ю. К. Клименко. Із 300 дітей шкільного віку щорічно могли навчатись лише близько половини. Школярів-дівчат було 15—20. Більшість дітей, провчившись у школі 1—2 роки, так і не закінчували курс навчання через бідність і нестатки в сім'ї. На одного учня в рік витрачалося 2 крб. 30 коп. Навчання в школі було платним.
З 1917 року, коли школа була відокремлена від церкви, у селі було дві початкові школи з чотирирічним навчанням. Навчалося 200 дітей, працювали вісім учителів.
1922 року в селі почала діяти комсомольська організація, яку очолив учитель П. К. Жарий. Вчителі почали боротьбу з неграмотністю, і з 1924 року були організовані заняття у шкільних приміщеннях, хатах-читальнях та по кутках села два рази на тиждень. До таких занять долучалося все доросле населення з 50-ти років. 
1927 року була створена піонерська організація.
1929 року початкова школа була реорганізована в семирічну політехнічну школу, перший випуск якої відбувся в 1934 році. Сім класів закінчили 35 юнаків і дівчат. Директором школи був Дмитренко Аркадій Андрійович.
1933 року при трьох колгоспах села були організовані патронати для дітей-сиріт, де вони жили й навчались на повному утриманні колгоспів, а приміщенням для школи був будинок священника.
В 1938 році Бодаківська неповна середня семирічна школа перетворена на середню.
В 1940—1941 роках в школі було 18 класів, навчалось понад 650 дітей, працювали 26 учителів. Очолював школу Даценко Микола Максимович, завучем працював О. Р. Модло. Вчителі організували драматичний колектив. Перший випуск середньої школи відбувся 22 червня 1941 року. Атестати зрілості одержали 30 випускників, а вже наступного дня вчителі-чоловіки й десятикласники пішли на війну. На фронті загинули вчителі школи: М. М. Даценко, О. Р. Модло, О. Т. Дробченко, О. В. Тетірко, І. Л. Вівчаренко, П. К. Жарий, І. К. Жарий, І. С. Талапа.
Школа продовжувала працювати до 13 вересня 1941 року, а з 14 вересня село було окуповане. У шкільних приміщеннях були знищені шкільні меблі і майно. Після звільнення села від нацистів з жовтня 1943 року відновила свою роботу неповна середня школа. Випускнику школи Василю Омеляновичу Бондаренку в лютому 1945 року було присвоєно звання Героя Радянського Союзу.
З 1953 року школа з семирічки знову стала середньою. До 8-го класу було зараховано 93 учні. Того ж року вчителька хімії та біології Г. Д. Дробченко була нагороджена орденом Леніна. Перший післявоєнний випуск відбувся 1956 року (67 випускників)[джерело?].
З 17 липня 1959 року директором Бодаквянської школи став Черкасець Григорій Павлович, який заочно навчався на 5-му курсі Харківського педінституту. Він очолював школу до 24 травня 1961 р. За той час термін навчання з 8-річного змінився на 11-річний з виробничим навчанням. А з 1966 року школа знову перейшла до 10-річного навчання. З 15 серпня 1961 до 20 березня 1969 року її очолював  Олексій Петрович Червоненко. В грудні 1965 року Постановою Ради Міністрів УРСР школі присвоєно ім'я І. І. Трутка, генерал-майора, начальника 26 армії Південно-Західного фронту, який загинув у вересні 1941 року в бою неподалік села.
Починаючи з 1975 року всі випускники 8-х класів обов'язково здобували середню освіту в школі[джерело?]. 
1 вересня 1978 року відкрито нове приміщення школи. Двоповерхова будівля містила просторий спортзал та їдальню з сучасним кухонним обладнанням. На її спорудження та влаштування кабінетів і класів колгосп виділив понад 140 тис. карбованців. Школу спорудив колектив Сенчанського будівельного управління №20.
За часів директорства Надії Петрівни Хиль (1985—1995), яка наполегливо трудилася над впровадженням активних методів навчання і шкільною реформою, школа першою в районі перейшла на п'ятиденний навчальний тиждень, запровадила учнівський підряд, було створено учнівську організацію «Зелений світ» (що діє до сьогодні). Школярі та вчителі за успіхи та перемоги були нагороджені трактором Т-25, поїздкою на екскурсію в Яремчу (1987 р.), безкоштовною поїздкою до Білорусі, туристичним спорядженням (1989 р.)[джерело?]
14 листопада 2017 року в Бодаквянському НВК було відкрито меморіальну дошку випускнику школи Миколі Ларіну — старшому солдату розвідроти 72-ї бригади імені Чорних Запорожців (позивний «Вінні Пух»), який загинув 16 жовтня 2017 року поблизу села Крута Балка під Авдіївкою.
4 червня 2018 року будівлі школи надано статус пам'ятки архітектури місцевого значення.

## Музеї
У закладі діють два музеї: Музей народознавства та Історико-краєзнавчий музей.

## Директори
- Дмитренко Аркадій Андрійович
- Даценко Микола Максимович
- Калашник Микола Михайлович (1943 —1946)
- Болотний Володимир Григорович (1946 —1951)
- Прядко Михайло Андронович (1951 —1956)
- Костенко І. М. (1956 —1959)
- Черкасець Григорій Павлович (1959 —1961)
- Шевченко Анатолій Михайлович (1969 —1975)
- Солонець Микола Петрович (1975 —1985)
- Хиль Надія Петрівна (1985 —1995)
- Іванина Василь Павлович (1995 —2011)
- Нещадим Лариса Олексіївна (з 2011)

## Учителі
«Симоненко Володимир Анатолійович» — вчитель фізичної культури, активний учасник змагань Федерації Футболу України [Архівовано 20 липня 2018 у Wayback Machine.] на кращу розробку спортивного уроку.
Солонці — педагогічна династія Лохвицького району, складається з трьох поколінь, сумарний педагогічний стаж якої на 2016 рік — 228 років.[джерело?]
Солонець Петро Павлович (08.07.1923 р. — 01.11.2010 р.) народився на хуторі Лози Пісківської сільради. Закінчив сім класів Гамаліївської семирічної школи. Поїхав на Донбас, працював у шахті. У червні 1941 року добровольцем пішов на фронт. Учасник бойових дій, мав військові нагороди, поранення. В 1948 році демобілізувався. В 1948 році одружився з вчителькою Хиль Марією Олексіївною, з якою народили двох синів і дочку. Заочно вступив на історико-філологічний факультет Полтавського педінституту, де отримав спеціальність філолога. Працював учителем Безсалівської семирічної школи, а 1953 року переїхав з сім'єю в Бодакву на батьківщину дружини. В Бодаквянській середній школі працював до виходу на пенсію в 1985 році. Педагогічний стаж більше 35 років.[джерело?]
Солонець Марія Олексіївна (28.11.1923 р. — 26.02.2006 р.) народилась в селі Бодаква Лохвицького району, де закінчила семирічну школу і вступила до Лохвицького педучилища, навчання в якому перервала Велика Вітчизняна війна. Силоміць була вивезена на примусові роботи в Німеччину. Після перемоги в 1945 році повернулась в село і продовжила навчання в Лохвицькому педучилищі, яке закінчила в 1947 році. Працювала вчителем початкових класів в Кельменецькому районі Чернівецької області, потім переїхала на Лохвиччину в селище Сталінка (нині Заводське), де працювала вчителем вечірньої школи. В 1950 році направлена з чоловіком в с. Безсали Лохвицького району, де працювала до 1953 року. З 1953 року до виходу на пенсію в 1978 році працювала вчителем початкових класів Бодаквянської середньої школи. 1978—1983 роки — вихователь дитсадка колгоспу ім. Леніна. Виховала з чоловіком двох синів-вчителів та дочку Наталію, яка працювала в м. Липовець Вінницької області завідувачкою бібліотеки.[джерело?]
Солонець (Майстренко) Надія Іванівна. Народилася 14 серпня 1949 року в с. Бодаква Лохвицького району. В 1966 році закінчила 10 класів Бодаквянської школи. Закінчила Полтавський педінститут в 1972 році за спеціальністю — вчитель історії і суспільствознавства. Вчительську діяльність розпочала в 1967 році вчителем початкових класів Забодаквянської початкової школи. З 1970 року — вчитель географії, історії, суспільствознавства та права Бодаквянської середньої школи. У квітні 1985 року переїхала до Лохвиці, де працювала з 1985 по 2002 рік в Лохвицькій СШ № 1. 1986 рік — методист Лохвицького райметодкабінету. У квітні 2002 року обрана міським головою. На цій посаді працювала два скликання до виходу на пенсію в 2010 році. Як вчитель історії має кваліфікаційну категорію «спеціаліст вищої категорії», звання «вчитель — методист», «відмінник освіти України». Педагогічний стаж — понад 40 років. Нагороди за учительську працю:
- орден «Дружби народів» 1981 рік
- нагрудний значок «За активну участь в охороні пам'ятників Великої Вітчизняної війни 1941—1945 рр.»
- грамоти: Міністерства освіти України, Обласного управління освіти, районного відділу освіти
- два ордени «Великомучениці Варвари», «Покрови Богородиці», грамоти Полтавської обласної ради

Обиралась депутатом сільської Ради, обласної Ради та делегатом Всеукраїнського з'їзду вчителів.[джерело?]
Солонець Володимир Петрович (брат Миколи Петровича) народився 22 серпня 1951 року в с. Безсали Лохвицького району. З 1953 року проживав в с. Бодаква, де в 1967 році закінчив 8 класів і вступив до Роменського індустріального технікуму. В 1975 році вступив на природничий факультет Полтавського педінституту і в 1980 отримав диплом з відзнакою вчителя хімії і біології. З 1980 року по цей час — вчитель хімії та біології Пісківської ЗОШ. Вчитель «вищої категорії», «старший учитель». Має грамоти обласного та районного відділів управління освіти.[джерело?]
Солонець (Скиба) Ольга Митрофанівна народилась 19 січня 1957 року в с. Сахновщина Харківської області. Разом зі своїм чоловіком Володимиром Петровичем, після закінчення Полтавського педінституту в 1980 році приїхала працювати вчителем біології та трудового навчання до Пісківської ЗОШ, де працює до цього часу. Педагогічний стаж — понад 35 років. Вчитель «вищої категорії», «старший учитель», «відмінник освіти України». Нагороджена численними грамотами.[джерело?]
Солонець Микола Петрович народився 13 травня 1949 року в селі Сталінка (нині місто Заводське) Лохвицького району. В 1966 році закінчив Бодаквянську середню школу. В 1972 закінчив Полтавський педінститут за спеціальністю вчитель математики. З листопада 1966 року розпочав педагогічну діяльність в Бодаквянській школі, як учитель трудового навчання, пізніше — вчитель математики. З липня 1975 р. по березень 1985 р. — директор Бодаквянської СШ. З березня 1985 року по 1987 — директор Лохвицької СШ № 1. У 1987—1991 роках працював на партійній роботі в Лохвицькому РККПУ. У 1992—2000 рр. — завідувач відділу освіти Лохвицької РДА. З 2001 року до виходу на пенсію в серпні 2009 року — вчитель математики Лохвицької гімназії № 1. Має вищу кваліфікаційну категорію, звання «старший учитель», педагогічний стаж — 40 років. Нагороджений за педагогічну діяльність нагрудним знаком «Відмінник народної освіти УРСР» (1982 рік), малою медаллю лауреата другого Всесоюзного фестивалю народної творчості (1987 рік), численними грамотами Міністерства освіти, області, району. Саме при Миколі Петровичу в листопаді 1976 року розпочато будівництво нового приміщення школи на 320 місць, а вже 1 вересня 1978 року діти почали в ній навчатися. За цей період (1975—1985) шкільний колектив було нагороджено Почесною грамотою, вручено перехідний Червоний прапор, школа занесена на районну Дошку пошани.[джерело?]
Дочка — Ліннікова (Солонець) Оксана Миколаївна. Народилася 29 січня 1987 року в Лохвиці. В 2004 році закінчила Лохвицьку гімназію № 1. Вступила в Полтавський педінститут і в 2009 році отримала спеціальність соціальний педагог, учитель англійської мови та зарубіжної літератури. Працює соціальним педагогом в Полтавській ЗОШ № 26.[джерело?]
З 1967 по 1987 вчителем біології та хімії працювала Павленко Галина Олексіївна. Народилася 18 січня 1929 року в с. Степанівка Великобагачанського району. У 1936—1945 роках навчалася в Степанівській школі.; у 1945—1948 — в Красногорівському сільськогосподарському технікумі. З 1948 року працювала агрономом, заочно навчалася в Київському сільськогосподарському інституті, а після двох курсів перевелась до Уманського вчительського інституту на природничо-географічний відділ. З 1955 року почала вчительську діяльність в Тернопільській області. В 1961 році заочно закінчила Полтавський педінститут. Загальний стаж роботи Галини Олексіївни — 58 років, педагогічний — 32 роки. Під її керівництвом в школі діяли десять загонів юних «Зелених патрулів», за якими були закріплені зони їх дій. Учнями біля школи і на вулицях села було висаджено 652 декоративних і 50 плодових дерев, 2918 декоративних і ягідних кущів, 15 кущів винограду, 70 кущів роз, 300 кв. м. суниці, шкілки плодових дерев та хризантем. У 1982 році Головним комітетом ВДНГ СРСР була нагороджена бронзовою медаллю за досягнуті успіхи в розвитку народного господарства (посвідчення № 59218).[джерело?]

## Відомі випускники
- Бондаренко Василь Омелянович — Герой Радянського Союзу (1945)[8]
- Вівчаренко Михайло Ісакович — Герой Соціалістичної Праці (1973)[7].
- Петровська Оксана Іванівна
- Петровський Олександр Володимирович
- Кривошея Григорій Петрович[16][17][18] [Архівовано 29 січня 2020 у Wayback Machine.][19]